# Josep Pla i Agustí
|  | Aquest article tracta sobre el compositor del segle XVIII. Vegeu-ne altres significats a «Josep Pla (desambiguació)». |

Josep Pla i Agustí  (c. 1728 – 1762) fou un compositor català, el més jove de tres germans compositors: el seu germà més gran, Joan Baptista Pla (1720–1773), fou oboista a Lisboa, i Manuel Pla (c.1725–1766), clavicembalista a la cort de Madrid.

## Treballs, edicions, i gravacions
- Stabat Mater – gravació de Raquel Andueza, soprano, Pau Bordas, baix, Orquestra Barroca Catalana, dir. Olivia Centurioni, LMG 2011.
- Tono divino – Pedro, cuánto has dejado por seguir a tu maestro.